# Mühleholz
Mühleholz là một làng của Liechtenstein nằm ở Vaduz.

## Địa lý
Ngôi làng nằm ở phía nam của Schaan và phía bắc của Ebenholz, cách biên giới biên giới Thụy Sĩ một vài kilomet. Tuyến đường Schaanstrasse đi qua làng này.